# 大阪市立運動場

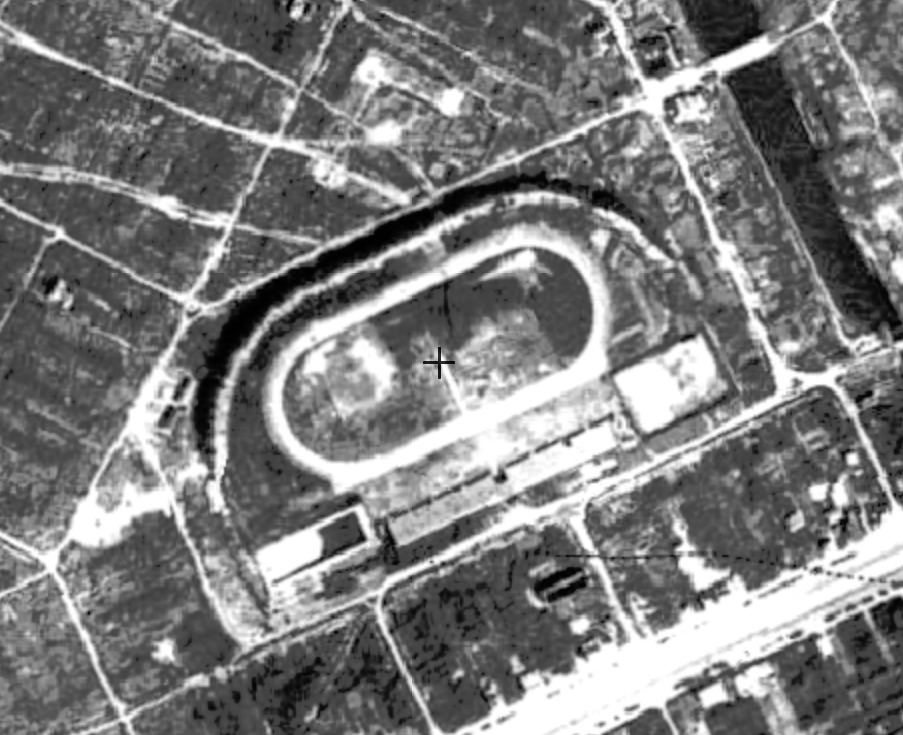
大阪市立運動場

大阪市立運動場（おおさかしりつうんどうじょう）は、1923年（大正12年）から 1964年（昭和39年）頃まで大阪市港区に存在した陸上競技場。27,000席のスタンドを持ち、完成当初東洋一の規模とされた。

## 概要
- 1923年、第6回極東選手権競技大会の会場となった。
  - その第6回極東競技選手権大会のサッカー競技会場となり、サッカー日本代表の初の国際Aマッチ（対フィリピン戦）が1923年5月23日に挙行された（試合は1-2でフィリピンに敗戦）[1]。
- 戦時中はスタンドが捕虜収容所の病室となる。
- 1945年6月1日の第2回大阪大空襲では攻撃目標の一つとされ、死亡者の大半を集めここで火葬したと言われる。
- 1951年、大改修。第1回日独対抗陸上競技大会を開催。
- 1964年以降長居公園陸上競技場に施設を集約したため、運動施設としては放棄された。その後数回、国際見本市の会場となる。
- 1972年には「八幡屋交通公園」として整備され、1996年、敷地内に「大阪市中央体育館」と「大阪プール」が完成。八幡屋公園と呼ばれるようになる。

## 脚註
1. ↑  日本代表タイムテーブル 1923年編 SAMURAI BLUE Official Site